# 水洞郡
水洞郡（：／ Sudong gun */?）是朝鮮民主主義人民共和國咸鏡南道的一個郡，位於道的最南部。東鄰江原道，西鄰平安南道。西枕北大峰山脈。河流有金野江、德池江等。面積788.15平方公里，2008年人口95,716人。下分6洞、14里。
1952年設郡。1974年被併入高原郡，1990年設區。當地在1918年發現煤礦，是咸镜南道主要的煤矿产地之一:25。